# N991 (België)
De N991 is een gewestweg in de Belgische provincie Namen. Deze weg verbindt Éghezée met Taviers.
De totale lengte van de N991 bedraagt ongeveer 4 kilometer.

## Plaatsen langs de N991
- Éghezée
- Harlue
- Taviers